# Vermont
Vermont este un stat al Statelor Unite ale Americii localizat în zona nord-estică a SUA, tradițional cunoscută sub numele de New England (în română, Noua Anglie).  După ce a fost un stat independent între 1777 și 1791, sub numele de Vermont Republic, Vermont s-a alăturat Uniunii ca cel de-al paisprezecelea stat al acesteia la 4 martie 1791.  Statul este al 45-lea ca suprafață, cu o suprafață de 23.958 km² și cu o populație preponderent rurală, de 608.827 de locuitori, situându-se pe locul al 49-lea din 50 de state.  Fiind singurul stat al Noii Anglii fără acces la Oceanul Atlantic, Vermont este notabil pentru ai săi Munții Verzi, situați în partea sa de vest și pentru Lacul Champlain în nord-vest.  Se învecinează cu statele americane Massachusetts la sud, New Hampshire la est și New York la vest, respectiv cu provincia canadiană Quebec la nord.

## Istorie
Vermont a fost colonizat mai târziu decât alte state din New England. La origini, pământurile sale au fost patria irochezilor și a amerindienilor din tribul algonquin . Primul european care a explorat aceste împrejurimi a fost francezul Samuel de Champlain. În anul 1609, el a ajuns la lacul situat în partea de vest a ținutului care, mai târziu, îi va purta numele.

## Demografie

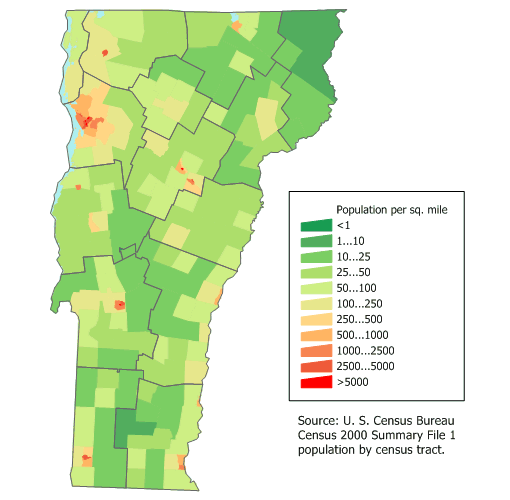
Densitatea populației statului Vermont

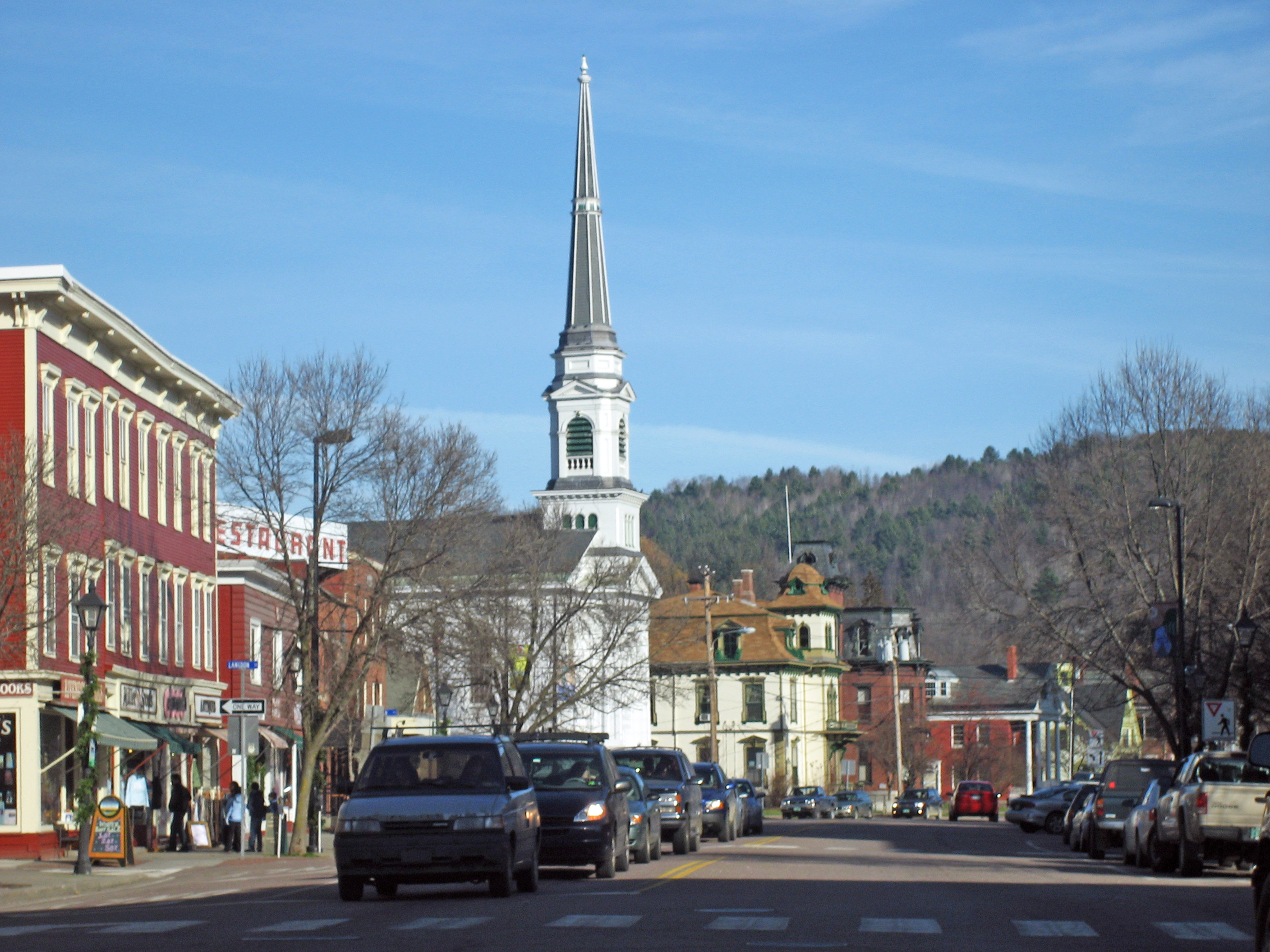

Vermont este una dintre cele mai slab populate state din nord-estul Statelor Unite

### 2010
Populația totală a statului în 2010: 625,741	
Structura rasială în conformitate cu recensământul din 2010:
- 95.3% Albi (596,292)
- 1.0% Negri (6,277)
- 0.4% Americani Nativi (2,207)
- 1.3% Asiatici (7,947)
- 0.0% Hawaieni Nativi sau locuitori ai Insulelor Pacificului (160)
- 1.7% Două sau mai multe rase (10,753)
- 0.3% Altă rasă (2,105)
- 1.5% Hispanici sau Latino (de orice rasă) (9,208)

## Economie
In orășelul Barre (9000 locuitori) se exploatează granit, în cea mai mare carieră de granit din lume („Rock of Ages“).